# Anthony Geslin
Anthony Geslin (ur. 9 czerwca 1980 w Alençon) – francuski kolarz szosowy, zawodnik profesjonalnej grupy UCI ProTeams FDJ, brązowy medalista mistrzostw świata.

## Kariera
Specjalizuje się w sprinterskim finiszu. W 2005 roku zdobył brązowy medal w wyścigu ze startu wspólnego na mistrzostwach świata w Madrycie, przegrywając jedynie z Belgiem Tomem Boonenem i Alejandro Valverde z Hiszpanii. Rok później wygrał wyścig Paryż–Camembert, a w 2009 roku był najlepszy w Brabantse Pijl. Nigdy nie wystąpił na igrzyskach olimpijskich.

## Najważniejsze osiągnięcia
- 2003
  - 2. miejsce w GP Ouest-France
  - 1. miejsce w Critérium des Espoirs
- 2004
  - 1. miejsce w Route Adélie
- 2005
  -  3. miejsce w mistrzostwach świata (start wspólny)
  - 1. miejsce na 3. etapie Circuit de Lorraine
- 2006
  - 1. miejsce w Paris–Camembert
- 2007
  - 1. miejsce w Trophée des Grimpeurs
- 2008
  - 6. miejsce w Mediolan-San Remo
  - 4. miejsce w Tour du Haut Var
  - 1. miejsce w Tour du Doubs
  - 3. miejsce w Tour de Vendée
- 2009
  - 1. miejsce w Brabantse Pijl
  - 3. miejsce w Tour du Finistère
  - 2. miejsce w Trophée des Grimpeurs
  - 2. miejsce w mistrzostwach Francji (start wspólny)
- 2010
  - 4. miejsce w GP Pino Cerami
- 2001
  - 3. miejsce w Brabantse Pijl
- 2013
  - 3. miejsce w Tour du Finistère
  - 3. miejsce w Tro-Bro Léon
  - 2. miejsce w Grand Prix de Plumelec-Morbihan
  - 2. miejsce w Tour de Wallonie